# أزمة مايو 1958 في فرنسا
أزمة مايو لعام 1958 في فرنسا (أو انقلاب الجزائر أو انقلاب 13 مايو) كانت أزمة سياسية في فرنسا أثناء اضطرابات حرب الاستقلال الجزائرية (1954-1962)، التي أدت إلى انهيار الجمهورية الفرنسية الرابعة واستبدالها بالجمهورية الفرنسية الخامسة بقيادة شارل ديغول الذي عاد إلى السلطة بعد غياب استمر لمدة اثني عشر عامًا. بدأت على شكل انتفاضة سياسية في الجزائر العاصمة في 13 مايو 1958، ثم تحولت إلى انقلاب عسكري قاده ائتلاف برئاسة نائب الجزائر وضابط الاحتياط الجوي بيير لاجيلار، والجنرالات الفرنسيين راؤول سالان، وإدمون جوهود، وجان جراسيو، وجاك ماسو، والأدميرال فيليب أوبوينو، قائد أسطول البحر الأبيض المتوسط. كان الانقلاب مدعومًا من الحاكم الجزائري السابق الجنرال جاك سوستيل وحلفائه النشطاء.
كان الهدف من الانقلاب هو معارضة تشكيل حكومة بيير بفليملين الجديدة وفرض تغيير في السياسات لصالح أنصار اليمين في الجزائر الفرنسية.

## سياق الأزمة
ركزت الأزمات الوزارية المتكررة الانتباه على عدم الاستقرار المتأصل في الجمهورية الفرنسية الرابعة، وزادت من مخاوف الجيش الفرنسي والأقدام السوداء (الجزائريون الأوروبيون) من إفساد السياسات الحزبية لدائرة أمن الجزائر الفرنسية، وهي تنظيم يدير أمور الأقاليم ما وراء البحار الفرنسية. سبب ذلك قلقًا لقادة الجيش؛ فقد اعتبروا ذلك دعمًا حكوميًا غير كافٍ وغير كفء للجهود العسكرية لإنهاء الحرب. اعتُقد بأن كارثة أخرى مثل تلك التي حدثت في الهند الصينية في عام 1954 كانت وشيكة، وأن الحكومة ستأمر بالانسحاب السريع والتضحية بالشرف الفرنسي من أجل المصلحة السياسية. وكانت النتيجة عودة شارل ديغول.

## الانقلاب
بعد جولته كحاكم عام، عاد جاك سوستيل إلى فرنسا لتنظيم الدعم لعودة ديغول إلى السلطة، مع الاحتفاظ بعلاقات وثيقة مع الجيش والمستوطنين. بحلول بداية عام 1958، كان قد نظم انقلابًا، وجمع ضباط الجيش المنشقين والمسؤولين الاستعماريين والمتعاطفين مع شارل ديغول. في 13 مايو، استولت عناصر يمينية على السلطة في الجزائر العاصمة، ودعت إلى تشكيل حكومة سلامة العامة بقيادة الجنرال ديغول. أصبح ماسو رئيسًا للجنة السلامة العامة وأحد قادة الثورة. تولى الجنرال سالان رئاسة لجنة السلامة العامة التي تشكلت لتحل محل السلطة المدنية، وضغط على المجلس العسكري لتعيين ديغول من قبل الرئيس الفرنسي رينيه كوتي لرئاسة حكومة اتحاد وطني تتمتع بصلاحيات غير عادية لمنع «التخلي عن الجزائر». وأعلن سالان في الإذاعة أن الجيش «تولى مؤقتًا مسؤولية مصير الجزائر الفرنسية». تحت ضغط من ماسو، نادى سالان من شرفة مبنى الحكومة العامة في الجزائر العاصمة لاستلام ديغول للسلطة في 15 مايو. أجاب ديغول بعد يومين إنه مستعد «لتولي سلطات الجمهورية». شعر الكثيرون بالقلق لأنهم رأوا ذلك على أنه دعم للجيش.

أكد ديغول مرة أخرى في مؤتمر صحفي عقد في 19 مايو أنه تحت تصرف البلاد. عندما عبّر صحفي عن مخاوف البعض ممن يخشون أن ينتهك الحريات المدنية، رد ديغول بشدة:
«هل فعلت ذلك من قبل؟ على العكس تمامًا، لقد أعدت تأسيسها عندما اختفت. من يعتقد بصدق أنني سأبدأ مسيرتي المهنية كديكتاتور في سن 67؟»
في 24 مايو، هبط مظليين فرنسيين من الجزائر على كورسيكا بالطائرة، واستولوا على الجزيرة الفرنسية في عملية غير دموية أطلق عليها «عملية كورس». في وقت لاحق، بدأت الاستعدادات في الجزائر لـ «عملية القيامة»، والتي كان هدفها الاستيلاء على باريس وإزاحة الحكومة الفرنسية، من خلال استخدام المظليين والقوات المدرعة المتمركزة في رامبوييه. كان من المقرر تنفيذ «عملية القيامة» إذا حدثت أحد السيناريوهات الثلاثة التالية: إذا لم يوافق البرلمان على ديغول كزعيم لفرنسا، أو إذا طلب ديغول المساعدة العسكرية لتولي السلطة، أو في حال ظهور بوادر على أن الحزب الشيوعي الفرنسي يجري أيّ تحرك للاستيلاء على السلطة في فرنسا.
اتفق القادة السياسيون على دعم عودة الجنرال إلى السلطة مع استثناءات ملحوظة لفرانسوا ميتران، الذي كان وزيرًا في حكومة جاي موليه الاشتراكية، وبيير مينديز فرانس (عضو في الحزب الراديكالي الاشتراكي، ورئيس الوزراء السابق)، وآلان سافاري (وهو أيضًا عضو في دائرة العمال الدولية (SFIO)) والحزب الشيوعي. قال الفيلسوف جان بول سارتر، وهو ملحد معروف، «أفضّل أن أصوّت لله»، لأنه على الأقل سيكون أكثر تواضعًا من ديغول. وشكّل كل من منديس-فرانس وسافاري، اللذان عارضا دعم حزبيهما لديغول في عام 1960 الحزب الاشتراكي المستقل (PSA)، وهو سلف الحزب الاشتراكي الموحد (PSU).

## عودة ديغول إلى السلطة (29 مايو 1958)
أخبر الرئيس رينيه كوتي في 29 مايو البرلمان أن الأمة على شفا حرب أهلية، لذلك اتجه «نحو أشهر الفرنسيين، الرجل الذي في أحلك سنوات تاريخنا، كان قائدنا في عملية استعادة الحرية ورفض الديكتاتورية من أجل إعادة تأسيس الجمهورية. أطلب من الجنرال ديغول أن يتشاور مع رئيس الدولة وأن يبحث معه ما هو ضروري، في إطار الشرعية الجمهورية، لتشكيل حكومة فورية للسلامة الوطنية وكل ما يمكن فعله، في وقت قصير نسبيًا، من أجل إصلاح عميق لمؤسساتنا». قبل ديغول اقتراح كوتي بشرط أن يضع دستورًا جديدًا يؤسس لرئاسة قوية يكون الحكم فيها تنفيذي، ويكون هو نفسه، حاكم لمدة سبع سنوات. وكان الشرط الآخر هو منحه صلاحيات استثنائية لمدة ستة أشهر.
وافقت الجمعية الوطنية على حكومة ديغول المشكلة حديثًا في 1 يونيو 1958، بأغلبية 329 صوتًا مقابل 224، ومنحته سلطة الحكم بمراسيم لمدة ستة أشهر بالإضافة إلى مهمة صياغة دستور جديد.
لم يعد بعد أزمة مايو 1958 للجمهورية الرابعة أي دعم من الجيش الفرنسي في الجزائر، وكانت تحت رحمتها حتى في الأمور السياسية المدنية. كان هذا التحول الحاسم في ميزان القوى في العلاقات المدنية العسكرية في فرنسا عام 1958 والتهديد باستخدام القوة العامل المباشر الرئيسي في عودة ديغول إلى السلطة في فرنسا.

## الدستور الجديد
ألقى ديغول باللوم على مؤسسات الجمهورية الرابعة في ضعف فرنسا السياسي، وما تزال آراء ديغول شائعة حتى اليوم. يوصف ديغول أحيانًا بأنه مؤلف الدستور بسبب طلبه للدستور الجديد وبما أنه كان مسؤولًا عن إطاره العام، على الرغم من أن صياغته بشكل فعال كانت خلال صيف عام 1958 من قبل ميشيل ديبري الذي كان مؤيدًا لديغول. اتبعت المسودة بشكل واضح المقترحات الواردة في خطابات ديغول في مايو عام 1946، مما أدى إلى جعل السلطة التنفيذية قوية وأدى إلى نظام رئاسي إلى حد ما، فقد أُعطي الرئيس مسؤولية إدارة مجلس الوزراء، بالإضافة إلى اعتماد المادة 16، التي تمنح «سلطات استثنائية» للرئيس عند إعلان حالة الطوارئ، وبرلمان من مجلسين.
على الرغم من أن معظم السياسيين أيدوا ديغول، فقد عارض ميتران الدستور الجديد، والانقلاب في عام 1964. أُجري استفتاء في 28 سبتمبر 1958 وأيّد 79.2% من الذين صوتوا الدستور الجديد وإنشاء الجمهورية الفرنسية الخامسة. أُعطيت المستعمرات (كانت الجزائر رسميًا مقاطعة من ثلاث مقاطعات لفرنسا، وليست مستعمرة) الخيار بين الاستقلال الفوري والدستور الجديد. صوتت جميع المستعمرات لصالح الدستور الجديد واستبدال الاتحاد الفرنسي بالوصاية الفرنسية، باستثناء غينيا، التي أصبحت بذلك أول مستعمرة أفريقية فرنسية تحصل على الاستقلال، على حساب الوقف الفوري لجميع المساعدات الفرنسية.
انتخب ديغول رئيسًا للجمهورية الفرنسية والجالية الإفريقية ومدغشقر في 21 ديسمبر 1958 بالاقتراع غير المباشر. عُيّن في 8 يناير 1959. خلال حكمه، التقى ديغول بالمستشار الألماني كونراد أديناور في 14 سبتمبر 1958 في منزله في كولومبي ليه دوكس إيجليس. وأرسل مذكرة إلى الرئيس الأمريكي دوايت أيزنهاور في 17 سبتمبر 1958، يذكر فيها رغبته في الاستقلال الوطني، واتخذ تدابير مالية في 27 ديسمبر 1958 لتقليص عجز الدولة، ودعا إلى «سلام الشجعان» في الجزائر في أكتوبر 1958.